# Isgier
Isgier ist ein Gemeindeteil des Marktes Moosbach im Oberpfälzer Landkreis Neustadt an der Waldnaab, Bayern.

## Geographische Lage
Das Dorf Isgier liegt oberhalb und östlich der Pfreimd etwa 3 km nördlich von Moosbach.

## Geschichte
Isgier wurde von den Slawen besiedelt, die im 8. Jahrhundert durch das Tal der Pfreimd nach Westen wanderten.
Zum Stichtag 23. März 1913 (Osterfest) wurde Isgier als Teil der Filiale Burkhardsrieth mit 11 Häusern und 65 Einwohnern aufgeführt.
Am 31. Dezember 1990 hatte Isgier 52 Einwohner und gehörte zur Expositur Burkhardsrieth.

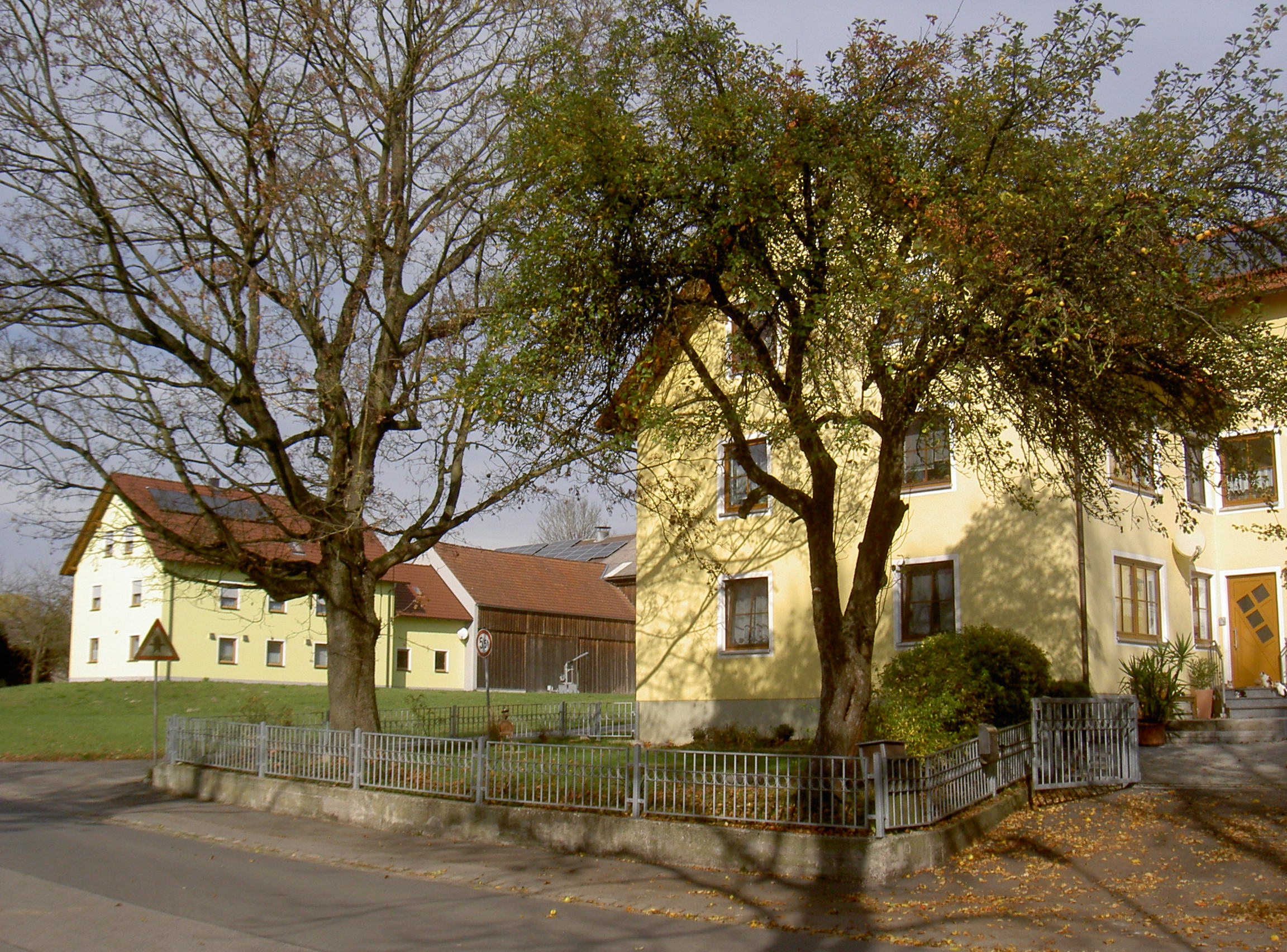
Isgier
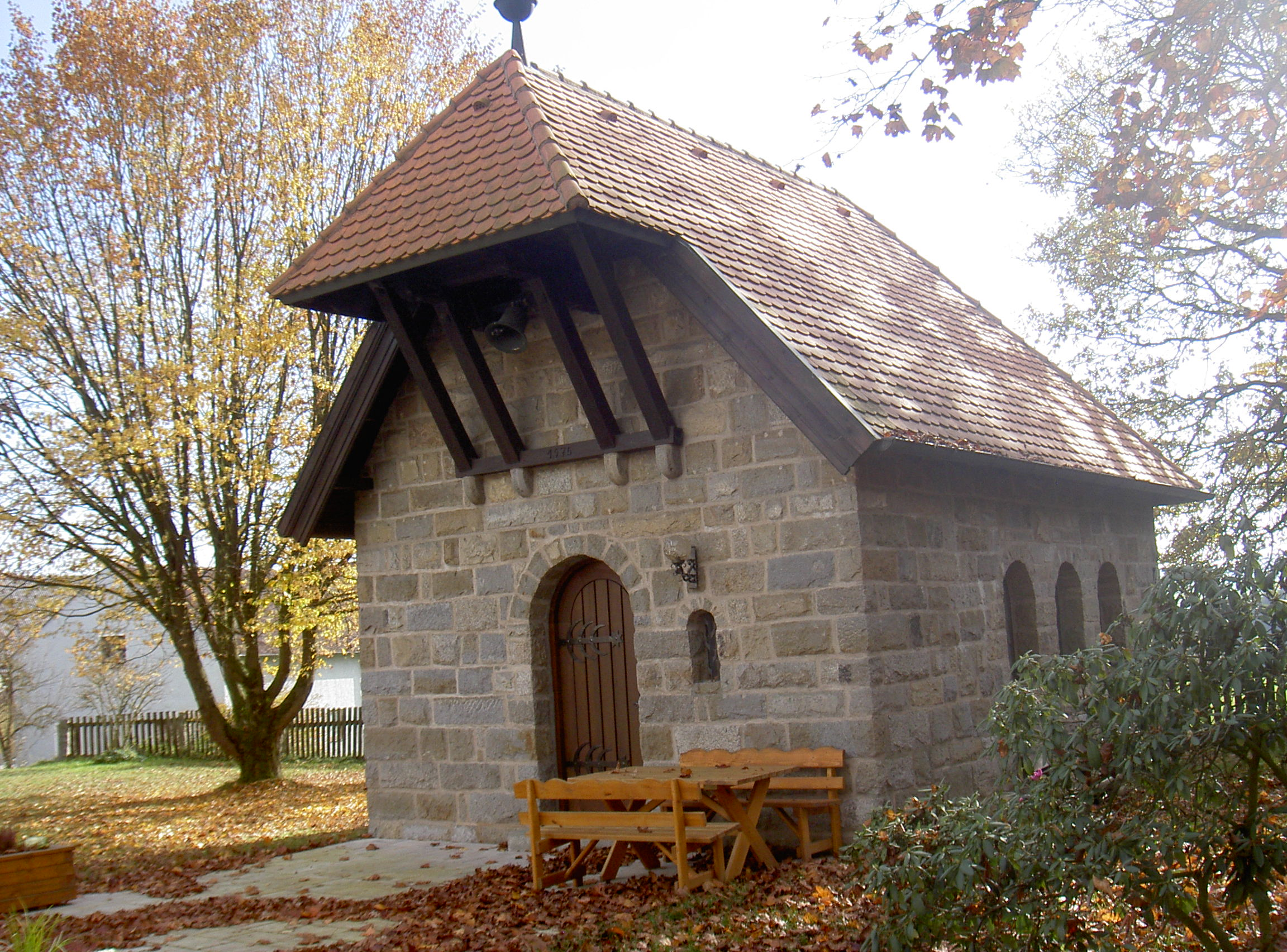
Isgier
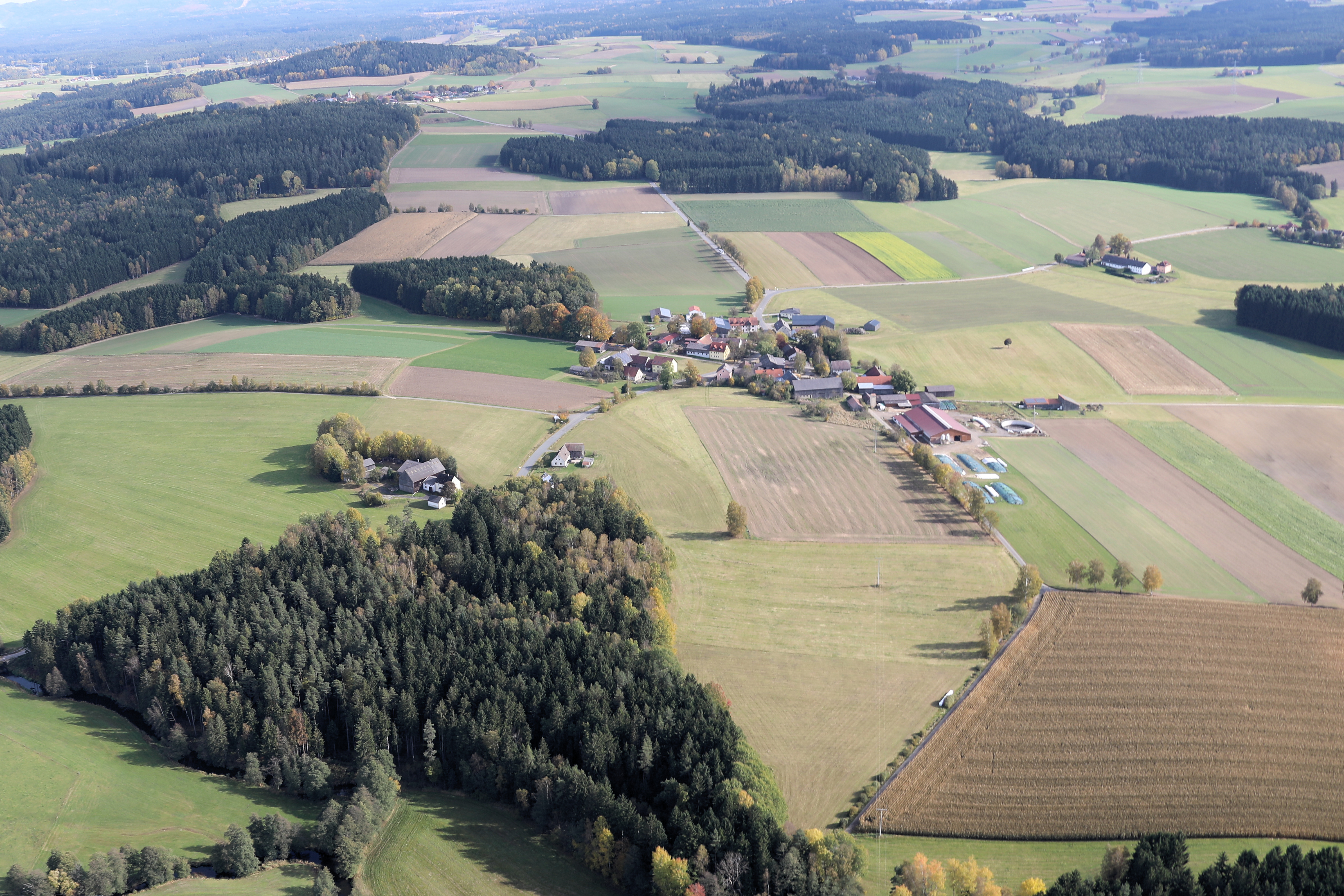
Isgier (2021)